# Robert Clark Young
Pour les articles homonymes, voir Robert Young et Young.
Robert Clark Young, né en 1960 à Hollywood en Californie, est un romancier et essayiste américain contemporain. Les thèmes récurrents de ses essais, nouvelles et romans sont les relations entre alcoolisme, abus de pouvoir, et dysfonctionnement institutionnels dans la vie américaine, en contexte contemporain ou historique.

## Biographie
Robert Clark Young est élevé à Los Angeles et San Diego. Il étudie l'écriture à l'université de San Diego, à l'université de Californie à Davis, avec l'auteur Gary Snyder, et à l'université de Houston, dans le programme d'écriture créative fondé par le satiriste postmoderne Donald Barthelme. 
Young commence à enseigner en tant que civil à bord de navires de l'U.S Navy en extrême-orient. Cette expérience lui fournit les informations pour son premier roman, One of the Guys, publié par HarperCollins en 1999.
One of the Guys est une satire picaresque mettant en scène un aumônier de l'U.S Navy sur un navire traversant une série de mésaventures comiques en extrême-orient. Le roman devient célèbre peu après sa publication quand l'American Family Association s'oppose à une telle présentation d'un homme se faisant passer pour un chapelain catholique lors de voyages jusqu'à des ports où un équipage alcoolique profite de la prostitution enfantine.
Young répond, dans le The Washington Post, que les parties de son roman portant à controverse ne sont pas pornographiques, mais décrivent ce qu'il considère comme une complicité de l'U.S Navy dans la prostitution enfantine à l'étranger. 
À la suite de cette polémique, Young continue à écrire et publier, sur son exploration des liens entre alcoolisme, abus de pouvoir, et dysfonctionnement social dans la vie américaine. Il commence un roman historique, en plusieurs volumes, basé sur le demi-siècle du conflit entre l'éditrice pro-allemande Cissy Patterson de journal et sa fille, la comtesse Felicia Gizycka, l'un des membres féminins de la fondation des alcooliques anonymes. Le premier volume, The Richest Girl in the World (la fille la plus riche au monde), présente de manière dramatique, pathétique, critique, la façon dont l'alcool, l'argent, et la puissance institutionnelle se combinent pour détruire une famille américaine riche et influente. 
Hors écriture, Young est un militant actif du mouvement pacifiste, arrêté deux fois, en 2003, pour protestation non-violente contre la guerre d'Irak.